# EGA (Gaggenau)
EGA is een historisch merk van een motorfiets

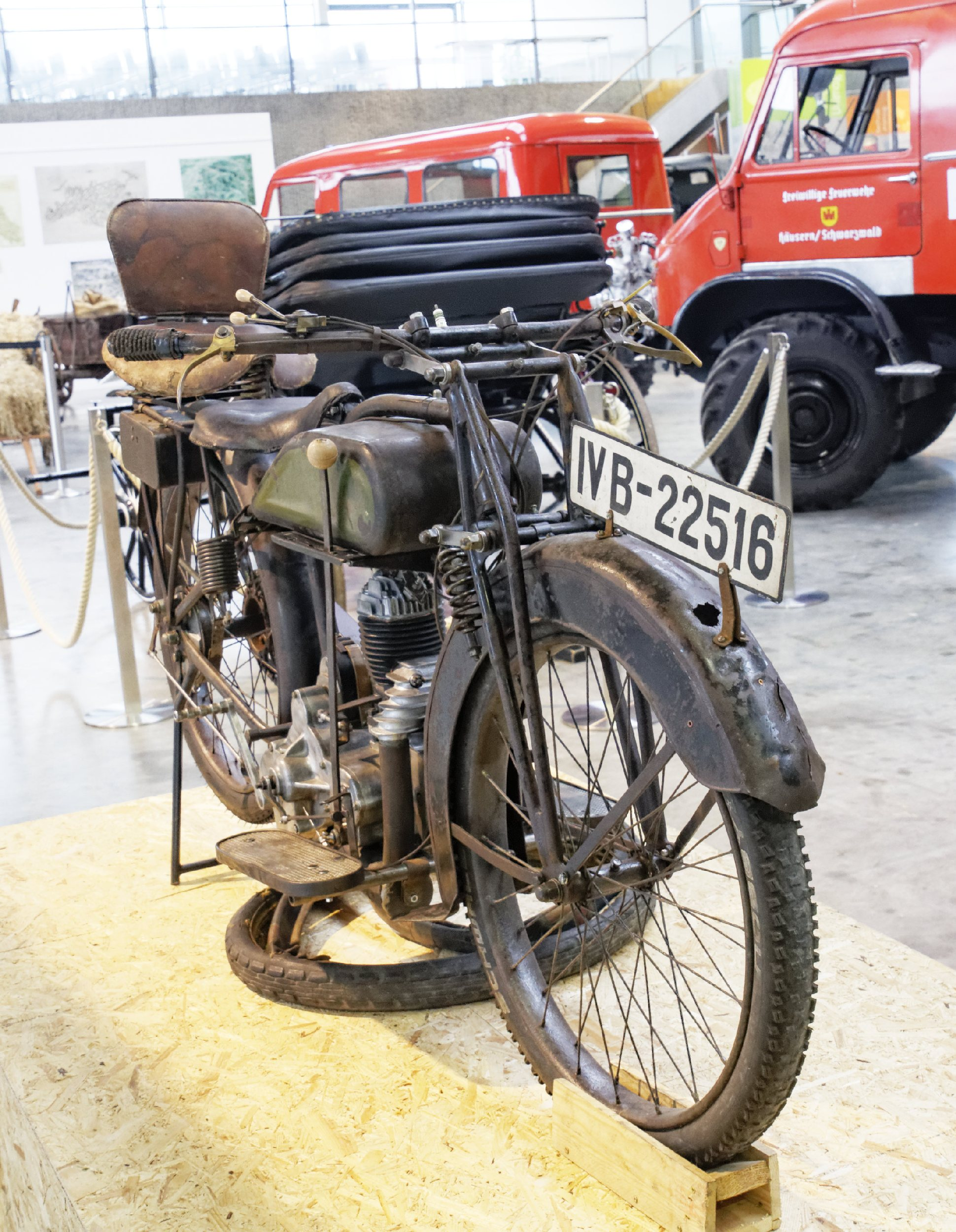
EGA motorfiets

EGA stond voor Eisenwerke Aktiengesellschaft, Gaggenau
Dit was een Duitse fabriek die van 1922 tot 1926 een kleine productie kende van eencilindermachines met eigen 246- en 346 cc tweetaktmotoren.